# 千賀地氏城
千賀地氏城（ちがちしじょう）は、三重県伊賀市予野にあった日本の城（丘城）。別名、千賀地城とも呼ばれている。

## 概要

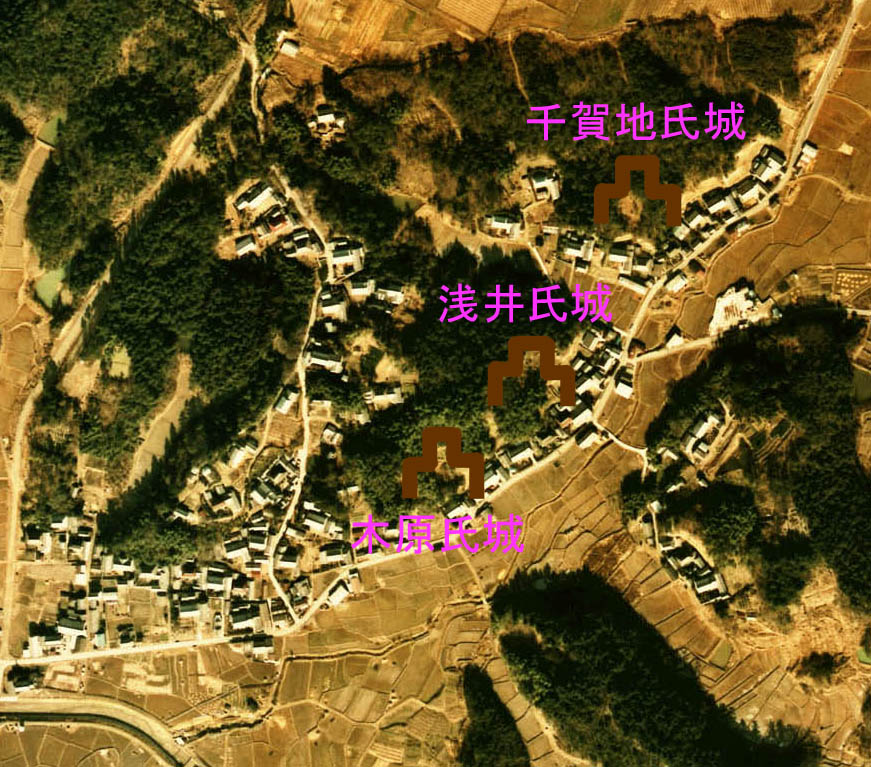
予野地区城群と周辺地域の空中写真/

千賀地氏城は、国道368号から西へ1kmほど行くと予野という集落になる。集落の両側に丘陵がありその谷状地となっている。この両側の丘陵には14もの小城が群立しており、その中の一つが千賀地氏城となる。予野集落に入った右手最初の城が千賀地氏城で、旧字で近地谷（千賀地谷）といっていた。
服部家長の流れを汲む服部保長は足利義晴に仕えていたが、当地に移り住み、地名の千賀地を姓として当地に城を築いたと言われている。しかし服部保長の子服部正成は伊賀国を出国、徳川家康に仕え1582年（天正10年）本能寺の変が起こると徳川家康を助け、伊賀山中から四日市に移し、そこから海路で岡崎城へ送った（伊賀越え）。服部正成は後に与力150騎、伊賀同心300名を支配下に置く旗本8千石となり、江戸城半蔵門に名を残している。服部正成は1596年（慶長元年）に死去、服部正就が跡を継いだが、家臣の統率を乱し1605年（慶長10年）に失脚した。他の一族としては、藤堂藩城代の藤堂采女、津軽藩家老服部長門、桑名松平藩服部石見等がいる。「知賀地氏堡 按 千賀地半蔵則直之を保つ」（『三国地誌』）とあるが、城に関する伝承はない。
城跡は20m四方の平地で、東、西、北の三方に土塁を巡らし、北側の段丘には堀を切って独立させている。また東、西、北の三方は急崖となっている要害の地となっている。北側土塁上には7×4mの櫓台か見張り台があったと思われる一段高い台地が設けられている。本郭内は、服部半蔵、藤堂采女（伊賀上野城家老）誕生の地として石碑が建てられ、同地区の公園として保存されている。
|  |  |  |

|  |  |  |

## 城跡へのアクセス
- 電車でのアクセス 
  - 伊賀鉄道 上野市駅
    - 三重交通 予野線 上出下車
- 車でのアクセス 
  - 名阪国道 上野IC → 国道368号 → 三重県道687号治田山出線
    - 周辺に駐車場なし